# Star TV (Turcja)
Star TV – pierwsza turecka komercyjna stacja telewizyjna, założona w 1989 przez Cema Uzana i Ahmeta Özala jako Magic Box. Od 2011 jej właścicielem jest Doğuş Media Group. Jako pierwsza stacja turecka emitowała wiele zachodnich seriali, wśród nich Drużyna A, M.A.S.H., Świat według Bundych, MacGyver, Lassie, wróć!, Modę na sukces, Miasteczko Twin Peaks, Magnum, Wszystkie moje dzieci, Dni naszego życia, McCall, Santa Barbara, Who’s the Boss?, Star Trek: Następne pokolenie, Napisała: Morderstwo, Airwolf.
21 maja 2009 rozpoczęła nadawanie Star TV HD.